# Gorączka złota

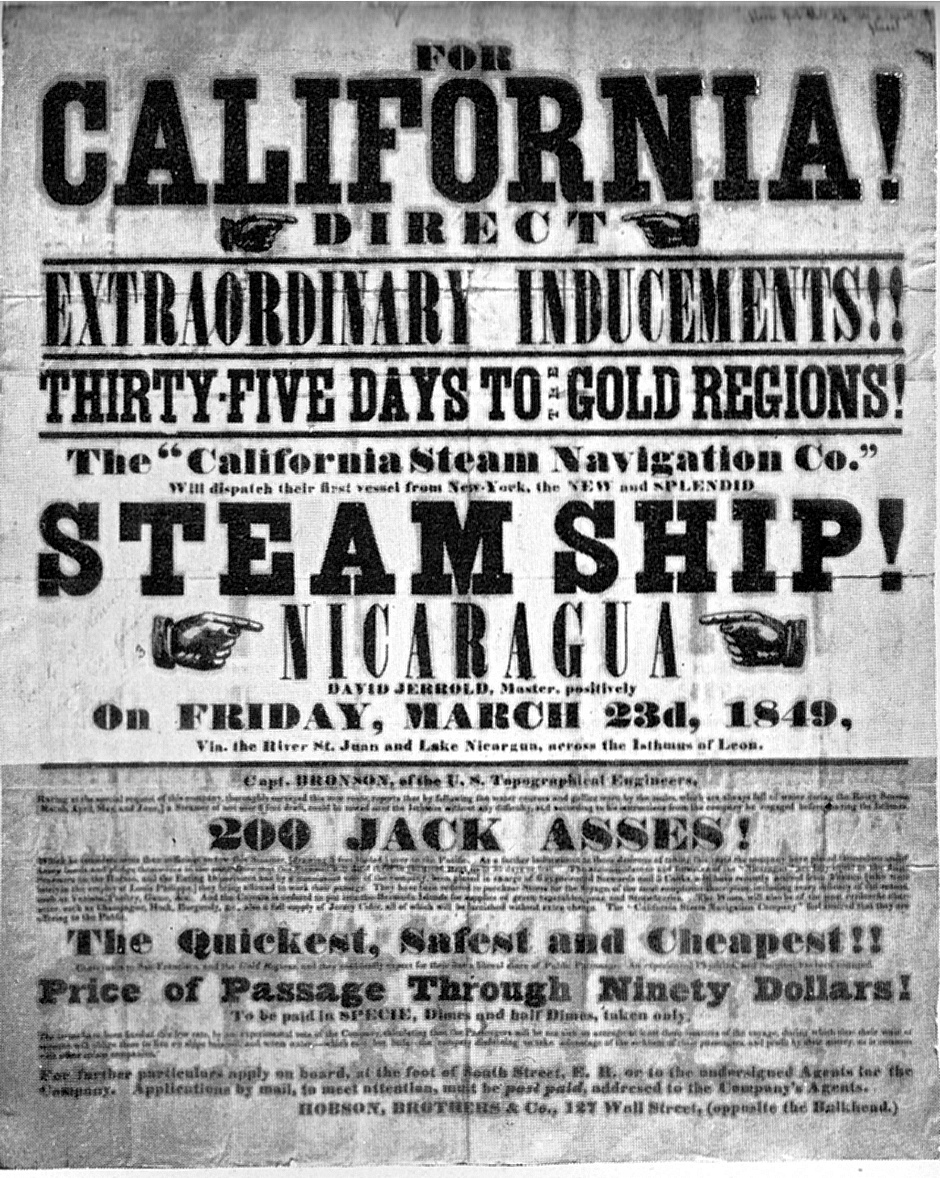
Ulotka reklamowa kalifornijskiej gorączki złota

Gorączka złota – napływ dużej liczby osób chcących się szybko wzbogacić na tereny, gdzie odkryto złoża szlachetnych kruszców, szczególnie złota.
Terminem tym określa się także pogoń za zyskiem pochodzącym z innych źródeł. Gorączki złota przyczyniały się do zasiedlania nowych terenów Ameryki Północnej i Australii.
Słynne „gorączki złota”:
- Druga wyprawa Krzysztofa Kolumba – 1493
- El Dorado (okres kolumbijski)
- Potosi (w poszukiwaniu srebra – 1545)
- Kalifornijska gorączka złota – 1848–1849
- Gorączka złota nad rzeką Fraser – 1858
- Gorączka złota pod Pikes Peak(inne języki) (Terytorium Kolorado) – 1858–1861
- Gorączka złota na archipelagu Ziemi Ognistej - 1883–1906
- Gorączka złota nad Klondike – 1897